# Otto Arndt Liebisch

Otto Arndt Liebisch (2008)

Otto Arndt Liebisch (* 22. Januar 1935 in Leipzig; † 29. April 2009 in Burgwedel) war ein deutscher Parasitologe und Veterinärmediziner. Liebisch war von 1995 bis 2000 Direktor des Instituts für Parasitologie an der Tierärztlichen Hochschule Hannover.

## Leben
Liebisch studierte von 1952 bis 1957 an der Universität Leipzig Veterinärmedizin und promovierte dort mit 23 Jahren. Er floh in den 1970er Jahren mit seiner Familie über aus der DDR über Syrien und den Libanon in die Bundesrepublik Deutschland. Liebisch bekam 1975 nach seiner Habilitation eine Stelle als Dozent im Institut für Parasitologie an der Tierärztlichen Hochschule Hannover. 1980 erhielt er die Professur und Leitung der Abteilung für veterinärmedizinische Entomologie. 1995 wurde Liebisch Direktor des Instituts für Parasitologie. Im Jahr 2000 ging er in den Ruhestand. Am 29. April 2009 starb Arndt Liebisch 74-jährig in Burgwedel bei Hannover.

## Leistungen
Eine der wichtigsten Leistungen Liebischs war die Mitarbeit beim Nachweis des Erregers der Borreliose in Zecken mit Willy Burgdorfer in Hamilton, Montana 1982. Liebisch führte daraufhin als erster in Deutschland das systematische Testen von Zecken auf den Borreliose-Erreger ein.
Er ist darüber hinaus Autor von rund 500 wissenschaftlichen Veröffentlichungen.

## Schriften
- Europareise im Trabant. Brockhaus, Leipzig 1962, 196 Seiten. mit Abbildungen.